# Тодуа, Фридон Ипполитович
Фридон Ипполитович Тодуа (груз. ფრიდონ თოდუა; 9 января 1944, Зугдиди, Грузинская ССР — 7 октября 2017) — советский и грузинский учёный в области интервенционной радиологии и эндоваскулярной рентгенохирургии, общественно-государственный деятель, доктор медицинских наук (1984), профессор (1988), академик АН Грузии (2001). Первый вице-президент Национальной академии наук Грузии (2004—2013) и вице-спикер Парламента Грузии (2008—2012). Лауреат Государственной премии СССР в области науки и техники (1988). Почётный гражданин Тбилиси (1998).

## Биография
Родился 9 января 1944 года в Зугдиди, Грузинской ССР.
С 1963 по 1968 год обучался на лечебном факультете Тбилисского государственного медицинского института. 
С 1968 по 1991 год на научно-исследовательской и клинической работе в Институте хирургии имени А. В. Вишневского АМН СССР в качестве младшего, старшего и ведущего научного сотрудника в области практической эндоваскулярной рентгенохирургии и нтервенционной радиологии, был организатором и первым руководителем первого в Советском Союзе отделения компьютерной томографии.
С 1991 по 2017 год был организатором и первым бессменным руководителем Научно-исследовательского института клинической медицины Академии наук Грузии. Одновременно с 1998 года занимался педагогической работой в Тбилисском государственном медицинском институте в качестве заведующего кафедрой медицинской радиологии и кафедрой радиологии и ультразвуковой диагностики, а так же руководителем курса эндоскопии и в Тбилисском государственном университете в качестве заведующего отделением диагностической медицины и заведующим кафедрой  медицинской радиологии и эндоскопии.
С 2004 по 2013 год — первый вице-президент Национальной академии наук Грузии и одновременно являлся — академиком-секретарём Отделения медицины и физиологии. С 2008 по 2012 год одновременно с научной и педагогической занимался и общественно государственной работой в качестве — вице-спикера Парламента Грузии.

### Научно-педагогическая деятельность и вклад в науку
Основная научно-педагогическая деятельность Ф. И. Тодуа была связана с вопросами в области эндоваскулярной рентгенохирургии и интервенционной радиологии. Ф. И. Тодуа являлся создателем первого в СССР отделения компьютерной томографии, он являлся соавтором первого в СССР «Атласа компьютерной томографии органов брюшной полости». Ф. И. Тодуа являлся первым президентом Ассоциации радиологов Грузии (с 1997), был избран действительным членом Европейской академии наук, искусств и литературы и Российской академии медико-технических наук.
В 1973 году защитил кандидатскую диссертацию по теме «Целомические кисты, дивертикулы перикарда и липомы кардио-диафрагмального угла: (Клиника, диагностика, лечение)», в 1984 году защитил докторскую диссертацию на соискание учёной степени доктор медицинских наук. В 1988 году ВАК СССР ему было присвоено учёное звание профессор. В 2001 году был избран действительным членом Национальной академии наук Грузии.  Ф. И. Тодуа было написано более шестисот научных работ, в том числе четырнадцать монографий, пять авторских свидетельств на изобретения, являлся автором научных статей опубликованных в ведущих научных журналах мира, под его руководством было написано пятнадцать докторских и сорок четыре кандидатские диссертации.

## Основные труды
- Целомические кисты, дивертикулы перикарда и липомы кардио-диафрагмального угла : (Клиника, диагностика, лечение) / Ин-т хирургии им. А. В. Вишневского. - Москва:  1973. - 21 с.
- Целомические кисты, дивертикулы перикарда и липомы кардио-диафрагмального угла  / А.А. Вишневский, Ф.И. Тодуа, К.А. Локшина. - Тбилиси : Сабчота Сакатвело, 1976. - 107 с.
- Комплексная инструментальная диагностика очаговой патологии печени с использованием компьютерной томографии : Метод. рекомендации / М-во здравоохранения СССР, Упр. специализир. мед. помощи; [Ф. И. Тодуа и др.]. - М. : Б. и., 1989. - 32 с.
- Компьютерная томография органов брюшной полости: атлас / Ф. И. Тодуа, В. Д. Федоров, М. И. Кузин ; АМН СССР. - Москва : Медицина, 1991. - 444 с. ISBN 5-225-02164-6[4]

## Награды, звания и премии
- Государственная премия СССР в области науки и техники (1988 — за разработку новых методов хирургического лечения панкреатита и его осложнений)[5]
- Орден Чести (1996)[6]
- Государственная премия Грузии в области науки и техники (1996)[1][2]
- Почётный гражданин Тбилиси (1998)[7]
- Орден Чести (2006)[6]
- Орден Вахтанга Горгасали (2009)[6][1][2]
- Президентский орден «Сияние» (2010)[8]